# ロバート・ベルトラン
ロバート・ベルトラン（英：Robert Beltran、1953年11月19日 - ）はアメリカ合衆国の俳優。代表作はテレビシリーズ「スタートレック:ヴォイジャー」。
姓は「ベルトラン」と表記されるが発音は「ベルトラーン」が近い。

## 略歴
1953年11月29日にカリフォルニア州ベーカーズフィールドで、10人兄弟の7番目に生まれた。祖先はメキシコからの移民。
高校時代は野球とフットボールに夢中だったが、カリフォルニア州立大学に入って演劇を専攻した。学生時代から積極的に舞台に立つようになったので卒業するまで7年を要した。
28歳のとき映画「ズートスーツ」(1981)の端役でデビュー。翌年のホラーコメディ「フライパン殺人」(1982)でメインキャストの1人に選ばれ、さらに「テキサスSWAT」(1983)ではチャック・ノリスの相棒役で共演した。
1995年に始まった「スタートレック:ヴォイジャー」のチャコティ副長役で一躍有名になり、1997年にはこの役でゴールデン・イーグル賞（Nosotros Golden Eagle Awards、目覚ましい活躍を見せたラテン系アーティストに送られる賞)のテレビ最優秀主演男優賞を受賞した。
2023年の「スタートレック:ピカード」のシーズン2で再びチャコティ役での出演オファーがあったが、脚本に満足できなかったので辞退した。
映画やテレビに出演をしながらも演劇に関しては学生時代から変わらぬ情熱を注いでおり、「ズートスーツ」と「ラティノ」で共演したトニー・プラナらと、イーストLAクラシックシアター(East LA Classic Theater Group)を創設した。アメリカ唯一のラテン系俳優を育成する団体で、ここで共同監督を務めている。

## スタートレック：ヴォイジャー
「スタートレック: ヴォイジャー」はベルトランの代表作となったが、出演依頼が来るまで「スタートレック」を知らなかったという。だが第1話(パイロット版)の脚本を読んでチャコティのキャラクターがとても気に入ったのと、以前から敬愛していたジュヌヴィエーヴ・ビュジョルドと共演できることに魅力を感じ、オーディションを受けることにした。撮影が始まってすぐビュジョルドからケイト・マルグルーに変更されたが、マルグルーが演じるジェーンウェイ艦長はとても良い配役だったとベルトランは回想している。
しかしシリーズを追うごとに彼の不満は募っていった。メキシコ移民を祖先に持つ自分とチャコティを重ね合わせ、異星人の文化やアイデンティティを探求するストーリーを期待したがそれがほとんどなかったこと、チャコティと他のクルーの関係性が希薄なこと、撮影が工場の流れ作業のように単調だったこと、などチャコティの扱いが軽んじられている点を挙げた。
中でもシーズン4で新キャラクターのセブン・オブ・ナインが加わってからは、ドラマの方向性が変わると同時に活躍の場はさらに減少する。「メインキャラクターには同等の活躍の場を与えるのが脚本家の仕事なのにそれを怠った」とプロデューサーに抗議し、出演料を増額しなければ番組を降りると申し出た。テレビ俳優にとってレギュラー番組がなくなるのは定職を失うようなものだが、独身だったので不安はなかったという。結果的に彼の要求は受け入れられ全7シーズンに出演した。
ドラマの内容に対しても、惑星連邦が大義名分とする『ワープ航法を持たない種族には干渉しないこと』はファシズムだと疑問を投げかけ、「もし飢餓や伝染病などに苦しむ民族がいたら直ちに手を差し伸べるべきだ」と主張している。
ただしスタートレックに参加できたのは価値ある経験だったといい、今でもファンや仲間たちへの感謝と称賛の言葉を忘れない。スタートレック関連のイベントにも積極的に参加しているが、時差ボケから立ち直るのに3日ぐらいかかるため海外や遠方のイベントは欠席することが多いという。チャコティ役に選ばれたことを『神はこれまでの生き方への罰を与えられたのだ』とジョークを交えて言っている。
お気に入りのエピソードは、ヴァージニア・マドセンと恋に落ちる「姿なき追跡者」(S4・22話)と、ケイト・ヴァーノンと恋に落ちる「偽造された地球」(S3・68話～S4・1話)だそうである。

## プライベート
私生活については明かしていないが、2011年生まれの娘のマルレーナがいる。
兄(長男)のルイ・クルーズ・ベルトランはラテンジャズのアーティストとして活躍している。
末弟がダウン症のため全米ダウン症協会を支援している。ロサンゼルスダウン症協会(DSALA)のチャリティイベントを主催したこともあり、U.S.S.ヴォイジャー号のクルーにも協力してもらい4年間で25万ドルの寄付金を集めた。

## 主な出演

### 映画
| 製作年 | 邦題 原題                                                  | 役名                   | 備考       |
| ------ | ---------------------------------------------------------- | ---------------------- | ---------- |
| 1981   | ズートスーツ Zoot Suit                                     | ローライダー           |            |
| 1982   | フライパン殺人 Eating Raoul                                | ラウル・メンドーサ     |            |
| 1983   | テキサスSWAT Lone Wolf McQuade                             | ケイヨ                 |            |
| 1984   | 魔性の女 CALENDAR GIRL MURDERS                             | ムーニー               |            |
| 1984   | ナイト・オブ・ザ・コメット Night of the Comet              | チャールズ・マーリー   |            |
| 1985   | ラティノ Latino                                            | エディ・ゲレロ         |            |
| 1990   | レッド・テキサス El Diablo                                 | エル・ディアブロ       | テレビ映画 |
| 1990   | クラック・ダウン／狼たちの追跡 Crackdown                   | ユアン・デルガド       |            |
| 1991   | バグジー Bugsy                                             | アレハンドロ           |            |
| 1991   | セックスと殺しとサルサ Kiss Me a Killer                    | トニー・モンテロ       |            |
| 1992   | 刑事ジョン・ケイン／影なき殺人者 Shadowhunter              | フランク               |            |
| 1992   | シビル・シェパードの女探偵ウェザース Stomy Weathers        | ジオ                   | テレビ映画 |
| 1994   | 緊急病棟 State of Emergency                                | ラウル・ヘルナンデス   | テレビ映画 |
| 1995   | ニクソン Nixon                                             | フランク・スタージェス |            |
| 2005   | マンティコア －湾岸の怪物－ Manticore                      | バクスター軍曹         | テレビ映画 |
| 2007   | ファントム・ファイヤー Fire Serpent                        | クーク                 | テレビ映画 |
| 2007   | 破壊神 Cry of the Winged Serpent                           | ユアン                 | テレビ映画 |
| 2009   | カジノをぶっつぶせ! -僕と彼女のド田舎生活- Talking Chances | ジョセフ・ベア         |            |
| 2018   | マジック・ランタン Magic Lantern                           | エド                   |            |

### テレビドラマ
| 製作年    | 邦題 原題                                                   | 役名                   | 備考                     |
| --------- | ----------------------------------------------------------- | ---------------------- | ------------------------ |
| 1985      | 驚異のスーパー・バイク ストリートホーク Street Hawk         | マーティ・ウォルシュ   | 1エピソード              |
| 1987      | プライベート・アイ Private Eye                              | ミゲール               | 1エピソード              |
| 1989      | 特捜刑事マイアミ・バイス Miami Vice                         | アメンデス             | Ｓ5の1エピソード(最終話) |
| 1993 1994 | ジェシカおばさんの事件簿 Murder, She Wrote                  | ガルシア神父           | 2エピソード              |
| 1994      | モデル・エージェンシー/女たちの闘い Models Inc.             | ルイス・ソト           | 1エピソード              |
| 1994      | 新スーパーマン Lois & Clark: The New Adventures of Superman | フェンテス・マーフィー | 1エピソード              |
| 1995-2001 | スタートレック: ヴォイジャー Star Trek: Voyager             | チャコティ             | レギュラー               |
| 2003      | CSI: マイアミ CSI: Miami                                    | オヘダ裁判官           | 1エピソード              |
| 2007      | ミディアム３ 霊能者アリソン・デュボア Medium                | アルマンド             |                          |
| 2009-2010 | ビッグ・ラブ Big Love                                       | ジェリー・フルート     | 11エピソード             |
| 2012      | ヤング・ジャスティス Young Justice                          | モーリス・ボダウェイ   | 声の出演1エピソード      |
| 2017      | Star Trek: Renegades                                        | Cordero                | 1エピソード              |
| 2017      | Regades                                                     | Cordero                | 2エピソード              |
| 2022-2024 | Star Trek: Prodigy                                          | チャコティ艦長         | 声の出演                 |